# That’s How Rumors Get Started
That’s How Rumors Get Started — третий студийный альбом американской кантри-певицы Марго Прайс, вышедший 10 июля 2020 года на лейбле Loma Vista Recordings. Альбом был запланирован к выпуску на 8 мая 2020 года на лейбле Loma Vista Recordings, но был отложен из-за пандемии COVID-19. Продюсером альбома выступил Стерджилл Симпсон, а Дэвид Р. Фергюсон и Прайс выступили сопродюсерами альбома вместе с Симпсоном. Альбом был выпущен 10 июля 2020 года. 22 апреля 2022 года была выпущена делюкс-версия альбома с 8 бонус-треками.
Прайс также планировала отправиться в турне в поддержку альбома, в том числе в поддержку «All-American Road Show Tour» Криса Стэплтона в 2020 году, но оно было отложено.

## Отзывы
| Совокупная оценка    | Совокупная оценка |
| Источник             | Оценка            |
| -------------------- | ----------------- |
| AnyDecentMusic?      | 7.5/10            |
| Metacritic           | 81/100            |
| Оценки критиков      |                   |
| Источник             | Оценка            |
| CLASH                | 8/10              |
| Consequence of Sound | B                 |
| Exclaim!             | 8/10              |
| FLOOD                | 8/10              |
| Paste                | 7/10              |
| The Guardian         | [ 16 ]            |
| The Irish Times      | [ 17 ]            |
| The Line of Best Fit | 8/10              |
| Tom Hull             | B+ ()             |

Альбом получил положительные отзывы музыкальных критиков и интернет-изданий.
That’s How Rumors Get Started На сайте Metacritic, который присваивает нормализованный рейтинг из 100 баллов рецензиям профессиональных критиков, альбом получил средний балл 81, основанный на 16 рецензиях. Агрегатор AnyDecentMusic? оценивает альбом в 7,5 баллов из 10.
Алексис Петридис из The Guardian говорит: «У Марго Прайс есть талант, чтобы взять на себя все, что ждёт её в будущем».

## Список композиций
Слова и музыка всех песен — Марго Прайс и Jeremy Ivey, кроме указанных.
| №                   | Название                        | Автор(ы)            | Длительность |
| ------------------- | ------------------------------- | ------------------- | ------------ |
| 1.                  | «That's How Rumors Get Started» | Price               | 4:10         |
| 2.                  | «Letting Me Down»               |                     | 3:14         |
| 3.                  | «Twinkle Twinkle»               |                     | 3:31         |
| 4.                  | «Stone Me»                      |                     | 3:09         |
| 5.                  | «Hey Child»                     |                     | 3:49         |
| 6.                  | «Heartless Mind»                |                     | 2:50         |
| 7.                  | «What Happened to Our Love?»    | Price               | 3:35         |
| 8.                  | «Gone to Stay»                  |                     | 3:01         |
| 9.                  | «Prisoner of the Highway»       | Price               | 3:44         |
| 10.                 | «I'd Die for You»               |                     | 4:35         |
| Общая длительность: | Общая длительность:             | Общая длительность: | 35:38        |

| №                   | Название                                               | Автор(ы)                 | Длительность |
| ------------------- | ------------------------------------------------------ | ------------------------ | ------------ |
| 11.                 | «Goin' To the Country»                                 |                          | 3:11         |
| 12.                 | «Long Live the King»                                   |                          | 4:49         |
| 13.                 | «You Don't Own Me» (кавер Лесли Гор)                   | David White, John Madara | 3:16         |
| 14.                 | «Hitman»                                               |                          | 3:50         |
| 15.                 | «He Made a Woman Out of Me» (кавер Бобби Джентри)      | Donald Hill, Fred Burch  | 2:40         |
| 16.                 | «Later On»                                             |                          | 4:50         |
| 17.                 | «You're No Good» (кавер Линды Ронстадт и Ди Ди Уорвик) | Clint Ballard Jr.        | 4:57         |
| 18.                 | «Better Than Nothin'»                                  |                          | 3:08         |
| Общая длительность: | Общая длительность:                                    | Общая длительность:      | 1:06:26      |

### Итоговые списки
| Публикация           | Список                       | Ранг |
| -------------------- | ---------------------------- | ---- |
| Consequence of Sound | 50 лучших альбомов 2020 года | 35   |

## Позиции в чартах
| Чарт (2020)                              | Высшая позиция |
| ---------------------------------------- | -------------- |
| Шотландия (Scottish Albums Chart)        | 14             |
| Великобритания (UK Albums Chart)         | 95             |
| Великобритания (UK Country Albums Chart) | 2              |
| США (Billboard 200)                      | 151            |
| США (Billboard Folk Albums)              | 2              |
| США (Billboard Independent Albums)       | 26             |
| США (Billboard Top Album Sales)          | 7              |
| США (Billboard Top Country Albums)       | 17             |
| США (Billboard Vinyl Albums)             | 3              |